# Roman Fosti
Roman Fosti (* 6. Juni 1983 in Pärnu, Estnische SSR, UdSSR) ist ein estnischer Leichtathlet, der sich auf den Langstreckenlauf spezialisiert hat.

## Sportliche Laufbahn
Roman Fosti sammelte 2001 erste internationale Wettkampferfahrung. Zu Beginn seiner sportlichen Laufbahn trat er in erster Linie in den Mittelstreckenläufen an. Im Juli 2001 gewann er die Bronzemedaille bei den Estnischen Meisterschaften über 800 Meter. 2002 verbesserte er sich im 800-Meter-Lauf auf 1:49,93 min, wurde anschließend Estnischer Vizemeister und trat im Juli bei den U20-Weltmeisterschaften auf Jamaika an. Dabei zog er in das Halbfinale ein, in dem er als Neunter seines Laufes schließlich ausschied. 2005 nahm er im März im Kurzstreckenlauf an den Crosslauf-Weltmeisterschaften in Saint-Étienne teil und landete dabei weit abgeschlagen auf Platz 132. 2009 trat Fosti in Belgrad über 800 und 1500 Meter bei der Universiade an. Zunächst ging er über 1500 Meter an den Start, schied allerdings bereits nach dem Vorlauf aus. Im 800-Meter-Lauf zog er in das Halbfinale ein, worin er als Sechster eines Laufes ausschied. 2011 nahm er in Paris über 1500 Meter an den Halleneuropameisterschaften teil, verpasste allerdings den Einzug in das Halbfinale. Später im August trat er in Shenzhen erneut zur Universiade an. Dabei zeigte sich ein ähnliches Bild wie zwei Jahre zuvor. Über 1500 Meter schied er nach dem Vorlauf aus, im 800-Meter-Lauf erreichte er das Halbfinale.
2013 fokussierte sich Fosti vermehrt auf die Langstreckenläufe. Im April nahm er am Paris-Marathon teil und belegte den 27. Platz. Später im September belegte er den sechsten Platz in Tallinn in einer neuen Bestzeit von 2:20:48 h. 2014 trat er im März bei den Halbmarathon-Weltmeisterschaften in Kopenhagen an und belegte mit Bestzeit von 1:05:14 h den 73. Platz. Im August nahm er im Marathon zum ersten Mal an den Europameisterschaften teil und erreichte in Bestzeit von 2:17:54 h auf dem 18. Platz das Ziel. 2015 verbesserte er sich im Halbmarathon auf 1:04:42 h. Im August nahm er in Peking zum ersten Mal an den Weltmeisterschaften teil und belegte im Marathon den 15. Platz. Anfang November wurde er beim Shanghai-Marathon Neunter. 2016 trat er in Amsterdam zum zweiten Mal bei den Europameisterschaften an, bei denen ein Wettkampf im Halbmarathon ausgetragen wurde. Fosti belegte den 31. Platz. Im August war er für die Olympischen Sommerspiele in Rio de Janeiro qualifiziert. Mit einer Zeit von 2:19:26 h belegte er im Marathon Platz 61.
2017 nahm Fosti in London zum zweiten Mal an den Weltmeisterschaften teil, kam diesmal allerdings nicht über Platz 52 hinaus. Im Oktober belegte er den zehnten Platz beim Marathon von Toronto. Im März 2018 nahm er zum zweiten Mal an den Halbmarathon-Weltmeisterschaften teil. Mit Bestzeit von 1:03:45 h erreichte er auf dem 62. Platz das Ziel. Im August trat er anschließend in Berlin erneut bei den Europameisterschaften an. Dort benötigte er für den Marathon 2:17:57 h, seine zweitbeste Zeit seit den Europameisterschaften 2014 in Zürich, mit denen er den 17. Platz belegte. Anfang September gewann er den Marathon von Tallinn. 2019 nahm Fosti in Doha an seinen dritten Weltmeisterschaften teil und kam mit einer Zeit von 2:18:30 h als 33. ins Ziel. Anfang Dezember steigerte er sich beim Valencia-Marathon auf eine Bestzeit von 2:12:49 h. 2020 nahm er im Oktober in Gdynia zum dritten Mal an den Halbmarathon-Weltmeisterschaften teil und belegte mit persönlicher Bestzeit von 1:03:03 h den 59. Platz. Im April 2021 lief Fosti in Siena in 2:10:46 h eine neue Marathon-Bestzeit. Damit ist er für die Olympischen Sommerspiele in Tokio qualifiziert. Den Marathon, der wegen der klimatischen Bedingungen in Sapporo ausgetragen wurde, beendete er auf dem 68. Platz. 2022 trat er im August bei den Europameisterschaften in München an. In seinem ersten Marathon des Jahres kam er nicht über Platz 41 hinaus.
Roman Fosti wurde 2005 Estnischer Hallenmeister im 1500-Meter-Lauf sowie 2011 und 2012 über 800 Meter. Bereits 2002 siegte er auch bei den Estnischen Freiluftmeisterschaften über 1500 Meter, 2004 und 2009 über 800 Meter, 2014 über 5000 Meter sowie 2013 und 2015 im Halbmarathon.

## Wichtige Wettbewerbe
| Jahr                | Veranstaltung                    | Ort                 | Platz                 | Disziplin           | Zeit                |
| Startet für Estland | Startet für Estland              | Startet für Estland | Startet für Estland   | Startet für Estland | Startet für Estland |
| ------------------- | -------------------------------- | ------------------- | --------------------- | ------------------- | ------------------- |
| 2002                | U20-Weltmeisterschaften          | Kingston            | 16.                   | 800 m               | 1:53,36 min         |
| 2005                | Crosslauf-Weltmeisterschaften    | Saint-Étienne       | 132.                  | Kurzstreckenlauf    | 14:01 min           |
| 2009                | Universiade                      | Belgrad             | 8. (1. Vorlauf)       | 1500 m              | 3:48,15 min         |
| 2009                | Universiade                      | Belgrad             | 6. (3. Halbfinallauf) | 800 m               | 1:53,58 min         |
| 2011                | Halleneuropameisterschaften      | Paris               | 7. (3. Vorlauf)       | 1500 m              | 3:49,98 min         |
| 2011                | Universiade                      | Shenzhen            | 9. (3. Vorlauf)       | 1500 m              | 3:37,34 min         |
| 2011                | Universiade                      | Shenzhen            | 7. (3. Halbfinallauf) | 800 m               | 1:50,77 min         |
| 2014                | Halbmarathon-Weltmeisterschaften | Kopenhagen          | 73.                   | Einzel              | 1:05:14 h           |
| 2014                | Europameisterschaften            | Zürich              | 18.                   | Marathon            | 2:17:54 h           |
| 2015                | Weltmeisterschaften              | Peking              | 20.                   | Marathon            | 2:20:34 h           |
| 2016                | Europameisterschaften            | Amsterdam           | 31.                   | Halbmarathon        | 1:06:00 h           |
| 2016                | Olympische Sommerspiele          | Rio de Janeiro      | 61.                   | Marathon            | 2:19:26 h           |
| 2017                | Weltmeisterschaften              | London              | 52.                   | Marathon            | 2:23:28 h           |
| 2018                | Halbmarathon-Weltmeisterschaften | Valencia            | 62.                   | Einzel              | 1:03:45 h           |
| 2018                | Europameisterschaften            | Berlin              | 17.                   | Marathon            | 2:17:57 h           |
| 2019                | Weltmeisterschaften              | Doha                | 33.                   | Marathon            | 2:13:30 h           |
| 2020                | Halbmarathon-Weltmeisterschaften | Gdynia              | 59.                   | Einzel              | 1:03:03 h           |
| 2021                | Olympische Sommerspiele          | Tokio               | 68.                   | Marathon            | 2:25:37 h           |
| 2022                | Europameisterschaften            | München             | 41.                   | Marathon            | 2:19:34 h           |

## Persönliche Bestleistungen
Freiluft
- 800 m: 1:49,07 min, 27. Mai 2005, Dessau-Roßlau
- 1500 m: 3:46,18 min, 28. Mai 2011, Tartu
- 3000 m: 8:29,07 min, 5. August 2020, Viljandi
- Halbmarathon: 1:03:03 h, 17. Oktober 2020, Gdynia
- Marathon: 2:10:46 h, 11. April 2021, Siena

Halle
- 1500 m: 3:48,72 min, 9. Februar 2012, Tartu
- 3000 m: 8:28,06 min, 28. Februar 2016, Tallinn